# Belice
Il Belìce (latino Hypsas; greco antico Ύψας; in arbëresh Honi; in siciliano Bilici) è un fiume della Sicilia sud-occidentale lungo 95 km (il 3º della regione dopo Imera meridionale e Simeto) e con un bacino idrografico di 964 km², uno dei maggiori della Sicilia meridionale per estensione. 
Nel suo corso attraversa il territorio di tre province: Agrigento, Palermo e Trapani, interessando i comuni di Piana degli Albanesi, Bisacquino, Campofiorito, Camporeale, Contessa Entellina, Corleone, Menfi, Montevago, Sambuca di Sicilia, S. Margherita Belice, Partanna, Salaparuta, Poggioreale e Castelvetrano. 
L'accento grafico sulla vocale i (Belìce) è usato non di rado per mettere in guardia contro l'errata pronuncia Bèlice, che s'è diffusa da quando i giornalisti radiotelevisivi, giunti da fuori, la cominciarono a usare, arbitrariamente, al tempo del terremoto del Belìce del 1968.

## Corso del fiume
Il Belice si forma dall'unione di due rami, in località Carrubbella, nei pressi di Poggioreale: il Belìce Destro (56 km) che nasce presso Piana degli Albanesi, e il Belìce Sinistro (43 km), che scende invece dalla Rocca Busambra.

Il nome datogli in antichità, presumibilmente, era in greco antico: Ὕψας? (Húpsās) e in latino Hypsas; nell'anno mille gli arabi, durante la dominazione saracena, la chiamavano al-Qārib, che significa “il vicino”; mentre gli albanesi di Sicilia chiamano il fiume dal XV secolo Honi, dall'omonimo luogo da cui nasce. 
Dopo la confluenza il fiume, che si sviluppa lungo la direttrice NE-SO da Palermo fino alla costa mediterranea tra Punta Granitola e Capo San Marco, raccoglie le acque del torrente Senore percorrendo ancora circa 38 km fino alla foce che avviene nel Mar Mediterraneo.
La lunghezza del corso principale del fiume è dunque pari a 95 km, a cui vanno aggiunti i 57 km del F. Belìce Sinistro.

La foce si trova a Castelvetrano nei pressi dell’area archeologica di Selinunte in provincia di Trapani.

## Regime
Il Belice risente del regime tipico dei corsi d'acqua siculi, ovvero torrentizio, con grosse piene in autunno e inverno e magre quasi totali in estate. La media annua (c. 4,5 m³/s) è modesta in rapporto all'estensione di bacino. 
In località Piana degli Albanesi, il corso del Belice destro è stato sbarrato da una diga dando vita ad un bacino, il lago di Piana degli Albanesi, di circa 33 milioni di m³ che serve a fini idroelettrici e per irrigare zone limitrofe.
Nella prima metà degli anni ottanta il Consorzio per l'Alto e Medio Belice ha costruito uno sbarramento sul Belice Sinistro, ai piedi della Rocca di Entella, che ha dato origine al Lago Garcia, che oltre a servire per l'agricoltura è diventato un punto di riferimento per lo svernamento degli uccelli migratori. Fra le varie specie di pesci presenti figurano: l'anguilla, il pesce gatto, la carpa, la tinca, il cavedano e il carassio.

## Natura
Presso la confluenza dei due rami destro e sinistro, che ricade nel territorio comunale di Contessa Entellina, è stata istituita in tempi recenti la Riserva naturale integrale Grotta di Entella. La Grotta di Entella, che è il motivo dell'istituzione della riserva, si sviluppa all'interno della Rocca (557 metri s.l.m.), che è un rilievo isolato proprio a monte della confluenza del Belice Sinistro con il Belìce Destro.
In tutto il promontorio della Rocca non sono presenti corsi d'acqua visibili alla superficie ma le acque piovane si infiltrano nel sottosuolo andando ad alimentare il vallone di Petraro e degli affluenti del Belìce Sinistro contribuendo ad accrescere la portata del fiume.
Nei pressi della Rocca di Entella vi è anche l'importante sito archeologico di Entella.
L'ultimo tratto del fiume fra Marinella e Porto Palo, situato a est delle rovine di Selinunte fa parte della Riserva Naturale Foce del Fiume Belice.